# Beniamin Todosiu
Beniamin Todosiu (n. 14 mai 1987, Alba Iulia, Alba, România) este un deputat român, președinte al filialei județene USR Alba, ales în 2020 din partea USR. Beniamin Todosiu, cel mai tânăr deputat al județului Alba, a absolvit Facultatea de Medicină Dentară, la Universitatea de Medicină și Farmacie Târgu Mureș și-a deschis propria afacere la doar 28 de ani. 
În Parlament, propune măsuri pentru sprijinirea antreprenoriatului și simplificarea procedurilor pentru accesarea fondurilor guvernamentale și europene și sprijinirea turismului.
De asemenea, își propune să arate că politica se poate face și altfel. Și că oamenii productivi în mediul privat pot fi la fel de productivi și pentru cetățeni, în calitate de oameni politici, fiindcă totul ține de voință, precum și de un sistem de valori de la care nu trebuie să faci rabat.
Beniamin Todosiu a intrat în politică în 2016, după ce a văzut rezultatele alegerilor locale din București. Acela a fost momentul când a realizat că lucrurile nu se vor schimba în jurul nostru dacă oamenii cinstiți și competenți continuă să stea pe margine. După aceea, a intrat în PSD.